# فلور یانسن
فلور یانسن (به انگلیسی: Floor Jansen)، یک خواننده اهل هلند است. او در ۲۱ فوریه ۱۹۸۱ در خویرله (شهری در هلند)، به دنیا آمد. او خواننده اصلی گروه سمفونیک متال نایت ویش است. یانسن فعالیت ابتدایی خود را در گروه افترفوراور در سن ۱۵ سالگی آغاز کرد و از سال ۱۹۹۷ تا ۲۰۰۹ که گروه دچار فروپاشی شد، به عنوان خواننده اصلی این گروه فعالیت کرد. پس از افترفوراور او گروه ری‌ومپ را تأسیس کرد و دو آلبوم نیز با این گروه منتشر کرد. با جدا شدن انت اولزون، خواننده اصلی گروه نایت ویش، این گروه از یانسن برای همکاری در تور جهانی قلمرو خیال دعوت به عمل آورد. در سال ۲۰۱۳، نایت ویش اعلام کرد یانسن خواننده اصلی آن‌ها خواهد بود. همکاری‌های متعدد با آرین آنتونی لوکاسن، باعث شد تا یانسن به یکی از اعضای ابرگروه پراگرسیو متال او به نام استار وان، تبدیل شود. او در پروژه موسیقی ارین در آلبوم‌های «مهاجر جهانی» و منشأ، با لوکاسن به همکاری پرداخت. او همچنین در چند آهنگ از آلبوم «یک ربع گذشته»، با گروه مایان به همکاری پرداخت. او همچنین با گروه اولون، در آلبوم «فرشته‌های آخرالزمان» همکاری کرد. خواهر او آیرین یانسن هم خواننده است و در پروژه ارین نیز فعالیت داشته.